# Glukokortikoidy
Glukokortikoidy jsou steroidní hormony tvořené kůrou nadledvin, tvorbu řídí přední lalok hypofýzy (ACTH). Hlavními představiteli jsou kortizol a kortikosteron.

## Chemická struktura a metabolismus
Chemickým základem glukokortikoidů, stejně jako dalších steroidů, je steranové jádro (cyklopentanoperhydrofenantren) složené ze 17 uhlíků. Vzniká v nadledvinách z cholesterolu, který je enzymaticky přeměněn na pregnenolon; tento děj ovlivňuje ACTH, z adenohypofýzy. Z pregnenolonu postupně vzniká kortizol a jiné steroidy.

## Osud v organismu
Kortizol je uvolňován z buněk nadledvin do krevní plazmy, kde se reverzibilně váže na plazmatický globulin – transkortin, plazmatický albumin a část je v krevní plasmě volná a má biologický účinek. V závislosti na aktuálních potřebách organismu se poměr vázaného a volného hormonu mění. Krví se glukokortikoidy dostávají do celého organismu, vstupují do cytoplazmy cílových buněk, kde působí. Glukokortikoidy se mohou absorbovat z kůže a sliznic.

## Účinek a jeho mechanismus
Glukokortikoidy umožňují přednostní energetické využití bílkovin a tuků. Ve svalech, kostech a tukové tkáni mají katabolický účinek, ale v játrech mají anabolický účinek, zvyšují syntézu glukózy a glykogenu.
Účinek na:
1. intermediární metabolismus
2. mezenchymovou tkáň
3. krvinky
4. svaly a kosti
5. psychiku

## Účinek na intermediární metabolismus
Hlavně kortizol má vliv na metabolismus sacharidů, protože snižuje utilizaci glukózy v periferii, takže má hyperglykemizující efekt. Zvyšuje tvorbu glykogenu a jeho ukládání do jater. Podporuje glukoneogenezu z proteinů, čímž rovněž zvyšuje glykémii. Hlavním katabolickým účinkem je rozklad proteinů a snížení jejich tvorby. Způsobuje redistribuci lipidů, zvyšuje se uložení tuků v oblasti břicha, na zádech a tváři na úkor končetin.

## Účinek na mezenchymovou tkáň
Glukokortikoidy snižují migraci, proliferaci a exkreci imunologicky aktivních látek, mají protizánětlivý účinek. Tento účinek se využívá při léčbě zánětu, ale bez odstranění příčiny. Kortizol má také protialergický a imunosupresivní účinek, protože potlačuje imunitní reakce a zmenšuje lymfatické uzliny.

## Účinek na krvinky
Zdroj 1: Kortizol snižuje počet lymfocytů, monocytů, eosinofilů a jiných leukocytů, naproti tomu zvyšuje počet erytrocytů, což je asi způsobené sníženou fagocytózou.
Zdroj 2: Kortizol způsobuje leukocytózu, zvyšuje počet neutrofilů (proto např.léčba SLE glukokortikoidy), které se uvolňují ze stěn cév do krevního oběhu. Nedostatek kortizolu snižuje počet volných neutrofilů v krvi a označuje se jako neutropenie.

## Účinek na svaly a kosti
Protože glukokortikoidy mají katabolický účinek hlavně na metabolismus bílkovin, zpomalují tvorbu a růst kostí a svalů. Je to způsobené především degradací proteinů a jejich sníženou tvorbou.

## Účinek na psychiku
Zvýšená hladina glukózy způsobuje příznaky euforie a radosti. Podávání glukokortikoidů v terapeutických dávkách však může být komplikováno rozvojem deprese či jiné psychotické poruchy.

## Choroby spojené s glukokortikoidy a jejich využití
Díky mnohočetným fyziologickým účinkům glukokortikoidů v organismu dochází k častému výskytu nežádoucích účinků. Intenzita a výskyt nežádoucích účinků závisí na dávce, druhu přípravku a délce užívání. Použití glukokortikoidů pro imunosupresi a antiflogistickou léčbu může vyvolat:
- snížení odpovědi na infekci nebo na tkáňové poškození
- časté bakteriální, virové, fungální infekce
- těžký až fulminantní průběh infekčních nemocí
- aktivace latentních onemocnění
- komplikace hojení ran
- snížená syntéza hormonů kůry nadledvin
- zpomalená až vyhaslá reakce organismu na stres
- rebound fenomén- po vysazení dlouhodobě podávaných kortikosteroidů vzniká akutní insuficience kůry
- metabolické účinky
- iatrogenní Cushingův syndrom
- zpomalený růst u dětí
- tendence k hyperglykémii
- atrofie kůže (zejména v místě podávání)
- svalová atrofie a svalová slabost
- osteoporóza
- riziko avaskulární nekrózy hlavice femuru
- zvýšené riziko výskytu katarakty
- zvýšený intrakraniální tlak
- zvýšená srážlivost krve
- poruchy menstruace

## Využití
Kritériem pro výběr daného glukokortikoidu je jeho poměr mezi glukokortikoidní a mineralokortikoidní aktivitou.

## Substituční terapie
Při insuficienci kůry nadledvin se používají nejmenší možné dávky glukokortikoidů, hydrokortison (30 mg/den – 2/3 dávky ráno, 1/3 dávky večer) s mineralokortikoidem (0,05 – 0,3 mg fludrokortisonu/den). Pokud je pacient vystaven stresu a zátěži, je nutno tyto dávky zvýšit.

## Protizánětlivá a imunosupresivní terapie
Glukokortikoidy mají vynikající antiflogistické a imunosupresivní účinky, zejména se užívají u zánětů vzniklých na podkladě imunologickém. Nutné jsou syntetické glukokortikoidy, které jsou oproti hydrokortisonu účinnější. U neendokrinologických onemocnění potlačuje příznaky onemocnění, ale neléčí příčinu samotnou, proto může proces progredovat i při maskování klinických projevů. Z toho důvodu je nutné zvážit, převažuje-li efekt užívání nad možnými riziky. U život ohrožujících stavů je používání velkých dávek nutné, jinak se snažíme o používání co nejnižších dávek.

## Způsoby aplikace
Parenterální aplikace (intramuskulární, intravenózní)- nemusí nutně znamenat rychlejší nástup účinku (intracelulární ovlivnění transkripce trvá asi 8 hodin od aplikace)
Perorální aplikace
Lokální aplikace (i.m. injekce, aerosolu, kapek, krémy a jiná externa)
při krátkodobém používání má minimální riziko systémových nežádoucích účinků
při dlouhodobém lokáním používání má velké riziko lokálních nežádoucích účinků (lokální atrofie)
pro lokální použití se nejčastěji používá: betamethason, beclometason, budesonid, fluticason, flunisolid (mají vyšší protizánětlivý účinek než při p.o. podání)